# 황완
황완(黃琬, 141년 ~ 192년)은 후한 말의 정치가로, 자는 자염(子琰)이며 형주 강하군 안륙현(安陸縣) 사람이다. 24효의 한 사람인 황향(黃香)의 증손이며, 사공 황경(黃瓊)의 손자이다.

## 사적

### 지혜와 재치
어려서 부모를 여의고 할아버지 황경의 손에서 자랐다.
황경이 위군태수였을 때의 일이었다. 건화 원년(147년) 정월에 일식이 일어났는데, 서울에서는 이를 보지 못하였다. 황경은 장계를 올려 이를 보고하였는데, 해의 크기가 얼마나 줄었는지 태후가 물으니 모르겠다고 대답하였다. 이때 황완은 일곱 살이었는데, 곁에 있다가 황경에게 말하였다.
| “ | 어째서 남은 해의 크기가 달이 처음 떴을 때와 같다고 말씀하지 않으셨습니까? | ” |

크게 놀란 황경은 황완의 말대로 태후에게 아뢰었고, 황완을 매우 기특하게 여겨 아꼈다.
황경이 사도가 되었을 때, 삼공의 자손으로서 특혜로 동자랑(童子郞)에 선발되었으나 병을 핑계로 나아가지 않아 경사에서 명성을 떨쳤다.
사공 성윤이 병이 들었는데, 황경은 황완을 보내 안부를 물었다. 마침 강하에서 오랑캐들이 난리를 일으켰다는 소식이 관청에 들어오자, 성윤은 황완을 놀리려는 심산으로 말하였다.
| “ | 강하는 땅이 크나 오랑캐가 많고 선비는 적구나. | ” |

황완이 답하였다.
| “ | 오랑캐가 쳐들어온 것은 사공께 책임이 있습니다. | ” |

그러고는 떠나니, 성윤은 이를 기이하게 하였다.

### 조정에서의 행적
성장하여 오관중랑장(五官中郞將)이 되었을 때, 진번과 함께 정치의 쇄신을 노렸으나 실패하고 관직에서 쫓겨났다.
광화 말기에 양사의 천거로 다시 부름을 받았으며, 태복 등을 역임하고 예주목이 되었다.

### 동탁 암살
영한 원년(189년), 동탁이 권력을 쥔 후 소환되어 사도와 태위를 지냈으나, 동탁의 장안 천도에 반발하여 파면되었다. 훗날 광록대부에 임명되어 조정에 복귀하였고, 사례교위로 전임되었다. 사도 왕윤·여포 등이 동탁 암살을 모의하자 황완 또한 동조하여 성공하였다.

### 죽음
그러나 곧 동탁의 옛 부하 이각·곽사 등이 장안을 점거하여 왕윤을 죽였고, 여포는 달아났다. 이때 황완은 붙잡혀 옥사하니, 향년 52세였다.

## 가계
| 전임 정궁 | 제56대 후한의 사도 189년 음력 9월 갑오일(10월 18일) ~ 189년 음력 12월 무술일 | 후임 양표 |

| 전임 동탁 | 제68대 후한의 태위 189년 음력 12월 무술일 ~ 190년 음력 2월 을해일(1월 27일) | 후임 조겸 |